# Pterocladiaceae
Pterocladiaceae, porodica crvenih algi, dio reda Gelidiales. Sastoji se od 28 priznatih vrsta unutar dva roda.
Opisana je 2006. godine

## Rodovi
1. Pterocladia J.Agardh 4
2. Pterocladiella B.Santelices & Hommersand 24